# MKE Ankaragücü (piłka nożna)
MKE Ankaragücü, właśc. Makina Kimya Endüstrisi Ankaragücü Profesyonel Futbol Takımı – turecki klub piłkarski z siedzibą w stolicy kraju, Ankarze, dwukrotny zdobywca Pucharu Turcji, obecnie występuje w rozgrywkach 2. Lig.

## Sukcesy
- mistrzostwa Turcji
  - mistrzostwo (1): 1949
- Pucharu Turcji
  - zwycięstwo (2): 1972, 1981
  - finał (3): 1973, 1982, 1991
- TFF 1. Lig
  - mistrzostwo (2): 1968/1969, 1978/1977

## Europejskie puchary
Legenda do wszystkich tabel:
- Q – runda eliminacyjna, 1/16, 1/8, 1/4, 1/2 – odpowiednia faza rozgrywek, Grupa – runda grupowa, 1r gr – pierwsza runda grupowa, 2r gr – druga runda grupowa, F – finał, R – runda, PO – play-off
- k. – rzuty karne, los. – losowanie, Dogr. – dogrywka, w. – zasada bramek strzelonych na wyjeździe

| Sezon     | Rozgrywki                 | Runda | Przeciwnik           | Dom | Wyjazd | Ogólnie |
| --------- | ------------------------- | ----- | -------------------- | --- | ------ | ------- |
| 1972/73   | Puchar Zdobywców Pucharów | 1R    | Leeds United         | 1–1 | 0–1    | 1–2     |
| 1973/74   | Puchar Zdobywców Pucharów | 1R    | Rangers              | 0–2 | 0–4    | 0–6     |
| 1981/82   | Puchar Zdobywców Pucharów | 1R    | SKA Rostów nad Donem | 0–2 | 0–3    | 0–5     |
| 1999/2000 | Puchar UEFA               | Q     | B36 Tórshavn         | 1–0 | 1–0    | 2–0     |
| 1999/2000 | Puchar UEFA               | 1R    | Atlético Madryt      | 1–0 | 0–3    | 1–3     |
| 2002/03   | Puchar UEFA               | 1R    | Deportivo Alavés     | 1–2 | 0–3    | 1–5     |

## Obecny skład
Stan na 7 października 2022
| Nr | Poz. | Piłkarz                                   |
| -- | ---- | ----------------------------------------- |
| 1  | BR   | Nurullah Aslan (wypożyczony z Samsunspor) |
| 2  | OB   | Mahmut Akan                               |
| 3  | OB   | Marlon Xavier                             |
| 4  | OB   | Atakan Çankaya                            |
| 5  | PO   | Abdullah Durak                            |
| 6  | PO   | Şahverdi Çetin                            |
| 7  | PO   | Anastasios Chatzigiovanis                 |
| 8  | PO   | Pedrinho                                  |
| 9  | NA   | Eren Derdiyok                             |
| 10 | NA   | Jesé Rodríguez                            |
| 11 | NA   | Federico Macheda                          |
| 12 | NA   | Gboly Ariyibi                             |
| 14 | PO   | Lamine Diack                              |
| 17 | OB   | Yasin Güreler                             |
| 18 | OB   | Nihad Mujakić                             |
| 19 | PO   | Ghayas Zahid                              |

| Nr | Poz. | Piłkarz                                      |
| -- | ---- | -------------------------------------------- |
| 20 | OB   | Alperen Babacan                              |
| 21 | PO   | Giorgi Beridze                               |
| 22 | NA   | Ali Sowe (wypożyczony z FK Rostów)           |
| 23 | PO   | Ali Kaan Güneren                             |
| 24 | OB   | Kévin Malcuit                                |
| 25 | BR   | Doğukan Kaya                                 |
| 26 | OB   | Uroš Radaković                               |
| 28 | PO   | Pêpê (wypożyczony z Olympiakosu)             |
| 30 | PO   | Tolga Ciğerci                                |
| 32 | BR   | Gökhan Akkan (wypożyczony z Çaykur Rizespor) |
| 77 | OB   | Oğuz Ceylan                                  |
| 80 | NA   | Sıtkı Ferdi İmdat                            |
| 88 | NA   | Fıratcan Üzüm                                |
| 90 | OB   | Sinan Osmanoğlu                              |
| 98 | BR   | Kaan Çinkaya                                 |
| 99 | BR   | Bahadır Han Güngördu                         |